# Knipolegus orenocensis
Knipolegus orenocensis là một loài chim trong họ Tyrannidae.